# 츠루마키 마키
츠루마키 마키(弦巻マキ)는 AH-Software에서 2010년 11월 12일 발매한 보이스로이드로, 발매될 때에는 타미야스 토모에의 명의가 사용되었다. 때문에 발매 초기에는 어떤 이름으로 불러야 하는지에 대한 혼동이 다소 있었다. 여담으로 본래 타사의 디지털 오디오 워크스테이션 캐릭터였는데, 이 캐릭터의 이름이 '츠루마키 마키'였기 때문에 두 이름이 병립한 것이다.